# 李氏中文字典
《李氏中文字典》，由李卓敏編纂 ，中文大學出版社出版。於1980年出版，是第一部以形聲部首為主的字典，共收錄12,800多個單字，共有1171部。這字典利用了簡單易記的垂扇檢字法，將許多筆劃相同的字，按點、撇、豎、捺、橫的次序排列，從而便利檢字工作。

## 外鏈
- 中文大學出版社：李氏中文字典﹝第二版﹞